# Henry Chazé
Pour les articles homonymes, voir Chazé.
Henry Chazé (de son vrai nom Gaston Davoust) est un militant communiste français, né le 23 février 1904 à Chazé-Henry et mort le 28 septembre 1984 à Grasse.

## L'entre-deux-guerres et la guerre
Il milite dès l’école. C'est à cette époque (1922-23) qu'il rencontre pour la première fois André Prudhommeaux au cours de la création des premières organisations d'étudiants. Ils se perdront ensuite de vue jusqu'à la guerre d'Espagne. Lors de son service militaire dans la marine de 1924 à 1926 (dans la guerre du Rif), son comportement lui vaut d’être mis aux arrêts. Puis après quelques semaines à Paris, il trouve du travail à Hirson, aux aciéries. Il figure assez rapidement sur une liste noire du patronat et doit changer de métier. Au bout de 18 mois, il retourne à Paris. À son retour, en juillet 1926, il préside une séance du congrès de fondation de l’Union fédérale des étudiants.
C'est à Hirson qu'il commence à lire les premiers documents de l'Opposition de gauche. Il adhère au groupe communiste oppositionnel L'Unité Léniniste (que vient de quitter Albert Treint). Il milite ensuite au PCF et à l'Union des syndicats de techniciens, et travaille pendant un an chez Pathé à Chatou, dont il est éjecté pour les mêmes raisons qu’à Hirson.
En 1929 (à 25 ans), il devient secrétaire administratif de l’Union des syndicats de techniciens, pour trois ans. Il participe à la lutte oppositionnelle dans le PCF (Banlieue ouest). En 1932, il fait la connaissance de A. Hennaut, un des premiers traducteurs en français d’Anton Pannekoek. C’est en partie par lui qu’il commence à s’intéresser aux positions des communistes de conseils hollandais.
Fin 1932, il participe à la préparation de la « Conférence d’Unification » des groupes de la Gauche communiste, en tant que secrétaire du groupe local de la Banlieue Ouest (qui est à l’origine de cette conférence). Cette conférence aboutit à la création en 1933 de l'Union communiste. « Internationaliste » pendant la « IIe guerre impérialiste » (nom par lequel son groupe désignait la Seconde Guerre mondiale), et à ce titre refusant de militer dans la « résistance patriotique », il fut arrêté en 1941 et déporté au camp de concentration de Sachsenhausen. Durant sa détention, il approfondira sa réflexion, et particulièrement son rejet des positions de Lénine.

## Après guerre
Après la guerre il participe à la Fraction Française de la Gauche Communiste Internationale (FFGCI), dont il assure les liaisons internationales en s'appuyant sur les anciennes liaisons de l'Union communiste. Ce groupe appartenant au courant de la Gauche communiste italienne, lié au PC Internazionalista (PCInt) organisé autour d'Onorato Damen. Damen diverge à l'époque d'Amadeo Bordiga sur la question russe et les syndicats [Quoi ?], ce qui motive pour une large l'entrée des anciens de l'Union communiste dans la FFGCI [Quoi ?] .
Chazé n'aura cependant jamais de contact avec Damen, les liaisons se faisant au travers de Bruno Maffi, qui assure la liaison entre Milan et Paris. Il profite de courtes vacances pour reprendre contact avec Canne-Meijer (Amsterdam) et A. Hennaut (Bruxelles).
Il reprend par ailleurs son activité professionnelle comme ingénieur dans le moulage des matières plastiques à la MIOM (C.G.E.), où il restera sept ans malgré les péripéties dues à la découverte de son passé militant. Il sera éjecté fin 52, son indemnité de licenciement lui permettant de s'installer en 1955 près de Grasse.
Il fait partie des militants de la FFGCI qui rejoignent en 1951 Socialisme ou barbarie. Il y assiste aux réunions sans grand espoir (contrairement à Lastérade qui n'aura pas sa patience), considérant qu'il fallait recommencer tout ce qui avait été fait à l'Union communiste [Quoi ?] . Il participera ensuite à Informations et correspondances ouvrières. Il contribuera également par des articles à Noir et Rouge, La Lanterne Noire et Les Cahiers du Communisme de Conseil. Dans les années 1970 il sympathisera avec les positions du groupe Pour une intervention communiste, qu’il aidera en particulier par ses conseils et ses informations. Plus généralement, il entretiendra une volumineuse correspondance avec les contacts individuels noués durant toutes ces années.